# Мікко Койву
Мікко Сакарі Койву (фін. Saku Sakari Koivu; 12 березня 1983, м. Турку, Фінляндія) — фінський хокеїст, центральний нападник. Виступає за «Міннесота Вайлд» у Національній хокейній лізі.
Вихованець хокейної школи ТПС (Турку). Виступав за ТПС (Турку), «Х'юстон Аерос» (АХЛ), «Міннесота Вайлд».
В чемпіонатах НХЛ — 478 матчів (106+248), у турнірах Кубка Стенлі — 11 матчів (5+1).
У складі національної збірної Фінляндії учасник зимових Олімпійських ігор 2006 і 2010 (14 матчів, 0+4), учасник чемпіонатів світу 2006, 2007, 2008 і 2011 (36 матчів, 10+15), учасник Кубка світу 2004 (4 матчі, 0+1). У складі молодіжної збірної Фінляндії учасник чемпіонатів світу 2001 і 2002. У складі юніорської збірної Фінляндії учасник чемпіонатів світу 2000 і 2001.
Брат: Саку Койву.
Досягнення
- Срібний призер зимових Олімпійських ігор (2006), бронзовий призер (2010)
- Чемпіон світу (2011), срібний призер (2007), бронзовий призер (2006, 2008)
- Чемпіон Фінляндії (2001), срібний призер (2004)
- Срібний призер молодіжного чемпіонату світу (2001), бронзовий призер (2002)
- Переможець юніорського чемпіонату світу (2000), бронзовий призер (2001).